# Mount Alfred, British Columbia
Mount Alfred är ett berg i Kanada.   Det ligger i provinsen British Columbia, i den sydvästra delen av landet, 3 600 km väster om huvudstaden Ottawa. Toppen på Mount Alfred är 2 420 meter över havet.
Terrängen runt Mount Alfred är huvudsakligen bergig. Runt Mount Alfred är det mycket glesbefolkat, med 3 invånare per kvadratkilometer.. Det finns inga samhällen i närheten.
Trakten runt Mount Alfred består i huvudsak av gräsmarker.